# O. Panneerselvam
Ottakara Thevar Panneerselvam, znany najczęściej jako O. Panneerselvam (tamil. ஓ. பன்னீர்செல்வம்; ur. 14 stycznia 1951 w Periyakulam) – indyjski polityk.

## Życiorys
Urodził się w Periyakulam w ówczesnym stanie Madras, w rodzinie należącej do społeczności Thevarów. Jest absolwentem Karutha Rowther Howdia College w Uthamapalayam. Życie zawodowe rozpoczynał jako sprzedawca herbaty. Włączył się w działalność polityczną w szeregach Drawidyjskiej Federacji Postępu (DMK) w 1969. Po rozłamie w łonie ruchu drawidyjskiego i utworzeniu w 1972 Ogólnoindyjskiej Partii Ludu Drawidów (AIADMK) związał się na stałe z tą formacją. W 1996 został burmistrzem rodzinnej miejscowości, stanowisko to piastował do 2001.
W 2001 po raz pierwszy wybrany do Zgromadzenia Ustawodawczego Tamilnadu, reelekcję uzyskiwał kolejno w 2006, 2011, 2016 oraz 2021. Znany z lojalności wobec liderki AIAMDK Jayalalithy, stopniowo awansował w hierarchii partyjnej. Dwukrotnie (2001–2002, 2014–2015) piastował funkcję stanowego premiera. Kierowane przezeń rządy były określane mianem marionetkowych, sam Panneerselvam natomiast fotografowany bywał publicznie w pozycjach sugerujących czołobitność wobec partyjnej przywódczyni. Jednocześnie podkreślano historyczny charakter jego kariery politycznej, jako pierwszego Thevara w fotelu regionalnego premiera.
Po śmierci Jayalalithy (2016) po raz trzeci objął funkcję tamilskiego premiera. Stał się jedną z czołowych postaci kryzysu sukcesyjnego w AIADMK, ostatecznie rezygnując z kierowania rządem w lutym 2017. Wystąpił przeciwko Sasikali, nowej sekretarz generalnej partii, był jednym z inicjatorów wykluczenia jej z macierzystej formacji. Po zjednoczeniu skonfliktowanych frakcji partyjnych w sierpniu 2017 został jednym z dwóch koordynatorów AIADMK. Wszedł również w skład rządu Edappadiego K. Palaniswamiego, otrzymując funkcję wicepremiera.
Jego żoną jest P. Vijayalakshmi, mają troje dzieci, w tym P. Raveendranatha Kumara, posła (od 2019) do parlamentu federalnego.